# Одесский музей кино
Музей кино Одесского отделения Национального Союза кинематографистов Украины расположен на территории Одесской киностудии в особняке, принадлежавшем до захвата власти большевиками Демидовой — Сан-Донато.
В музее находится свыше десяти тысяч единиц хранения — это материалы, свидетельствующие о кинематографической деятельности в Одессе начиная с изобретения кинематографа и до наших дней.
Общедоступная экспозиция развёрнута только в одной комнате площадью 28 квадратных метров. В ней выставлены различные экспонаты — от изобретения одесситом Иосифом Тимченко первого (за два года до Люмьеров) аппарата для съёмки и демонстрации движущегося изображения, первых в Одессе киноателье «Мирограф», «Мизрах», Борисова, Харитонова и других и до работы «Одесской киностудии художественных фильмов» вплоть до 1941 года, когда для Советского Союза началась Вторая мировая война.
Остальные помещения — это заполненные до потолка стеллажи, хранящие раритеты, артефакты, исторические материалы о кинематографе в Одессе, которые, за неимением экспозиционных площадей, пока не могут быть широко обнародованы.
Музей предлагает индивидуальные талоны на консультацию для студентов, работающих над вопросами истории кинематографа и развития культуры в Одессе. За последние годы ими был создан каталог фильмов одесского производства с 1917 по 2004 года с иллюстрациями и описаниями.
Музей популярен среди историков и людей, изучающих и интересующихся историей кино.
Музей сотрудничает с московским и киевским телеканалом «Культура», а также с ведущими вещательными компаниями Одессы. Многие их программы и передачи созданы благодаря материалам музея кино. О работе музея регулярно пишут в местных газетах.
В разработке находится справочник обо всех продюсерах киностудии и их работах. В музее представлены монографии Киры Муратовой, Владимира Высоцкого, Василия Решетникова, Людмилы Поповой.

## Материалы архива музея
Музей проводит работу по атрибутированию ещё не изученных материалов, которые поступают в результате целенаправленных поисков.
Материалы группируются по таким разделам:
- Раритетная литература: книги, газеты, журналы о кино с 1900 года;
- Персоналии первых директоров Одесской студии Михаила Капчинского, Лазаря Поляка, Геннадия Збандута, режиссёров студии Александра Довженко, Ивана Кавалеридзе, Георгия Тасина, Киры Муратовой, Михаила Каца, Радомира Василевского, Ярослава Лупия, Вилена Новака, Вадима Костроменко и др., актёров Амвросия Бучмы, Веры Холодной, Владимира Высоцкого и др.
- Кинотехника: уникальная аппаратура, на которой работал А.Довженко, съёмочные и звукозаписывающие аппараты, осветительные приборы, монтажные приспособления, кинопроекторы и др
- Досье на каждый прокатный и телевизионный фильм, снятый на студии с 1954 года, состоящие из литературного, режиссёрского сценариев, монтажной записи фильма, комплекта рекламных фотографий, отзывов прессы.
- Эскизы декораций и костюмов на все фильмы с послевоенных лет.
- Актёрские пробы (96 альбомов).
- Постановочные проекты к фильмам (147 альбомов).
- Картотека актёров, снимавшихся на Одесской киностудии.
- Фотопортреты всех работавших и работающих на студии режиссёров, операторов, звукооператоров, художников и пр.
- Аудиозаписи наиболее интересных событий (кинофестиваль «Золотой Дюк» и др.).
- Видеофильмы и видеозаписи воспоминаний, кинофильмы студии на 16-мм плёнке и видеоносителях.
- Мемуары работников студии — изданные и неизданные.
- Нотная библиотека — автографы композиторов, писавших для студии.
- Плакаты к фильмам Одесской киностудии.
- Призы и награды фильмам студии.
- Коллекция значков, конвертов, посвящённых кино
- Призы и награды фильмов, созданных на киностудии.
- Информационно-методические материалы по разным историческим эпохам: костюмы гражданские и военные, знаки различия разных армий, транспорт, автомобили, дензнаки, типажи и пр.

### Публикации в прессе
- Юрий Политыка, «Советский экран»
- Интервью с директором музея кино об актрисе Одесской киностудии, еженедельник «СОБЫТИЯ И ЛЮДИ» № 49 от 23 февраля — 2 марта 09 года
- ТРК «Круг» Неизвестные музеи Одессы Архивная копия от 5 марта 2016 на Wayback Machine
- Интервью с директором музея, журнал «Иные берега», № 1(17) 2010 Архивная копия от 4 марта 2016 на Wayback Machine
- Отзыв о музее от посетителя-историка
- Телеканал «Культура» об Одесской киностудии и о музее